# العلاقات اليابانية الكولومبية
العلاقات اليابانية الكولومبية هي العلاقات الثنائية التي تجمع بين اليابان وكولومبيا.

## مقارنة بين البلدين
هذه مقارنة عامة ومرجعية للدولتين:
| وجه المقارنة                                              | اليابان         | كولومبيا        |
| --------------------------------------------------------- | --------------- | --------------- |
| المساحة (كم2)                                             | 377.97 ألف      | 1.14 مليون      |
| عدد السكان (نسمة)                                         | 126.79 مليون    | 49.07 مليون     |
| الكثافة السكانية (ن./كم²)                                 | 335.45          | 43.04           |
| العاصمة                                                   | طوكيو           | بوغوتا          |
| اللغة الرسمية                                             | اللغة اليابانية | اللغة الإسبانية |
| العملة                                                    | ين ياباني       | بيزو كولومبي    |
| الناتج المحلي الإجمالي (بليون دولار)                      | 4.87 تريليون    | 309.19 مليار    |
| الناتج المحلي الإجمالي (تعادل القوة الشرائية) بليون دولار | 5.18 تريليون    | 724.96 مليار    |
| الناتج المحلي الإجمالي الاسمي للفرد دولار أمريكي          | 34.52 ألف       | 7.60 ألف        |
| الناتج المحلي الإجمالي للفرد دولار أمريكي                 | 36.62 ألف       | 13.36 ألف       |
| مؤشر التنمية البشرية                                      | 0.903           | 0.720           |
| رمز المكالمات الدولي                                      | +81             | +57             |
| رمز الإنترنت                                              | .jp             | .co             |
| المنطقة الزمنية                                           | توقيت اليابان   | 00              |

## منظمات دولية مشتركة
يشترك البلدان في عضوية مجموعة من المنظمات الدولية، منها:
| علم المنظمة | اسم المنظمة                               | تاريخ انضمام اليابان | تاريخ انضمام كولومبيا |
| ----------- | ----------------------------------------- | -------------------- | --------------------- |
|             | يونسكو                                    | 2 يوليو 1951         | 31 أكتوبر 1947        |
|             | الفريق المعني برصد الأرض                  | ?                    | ?                     |
|             | مؤسسة التمويل الدولية                     | 20 يوليو 1956        | 20 يوليو 1956         |
|             | المركز الدولي لتسوية المنازعات الاستشارية | 16 سبتمبر 1967       | 14 أغسطس 1997         |
|             | منظمة حظر الأسلحة الكيميائية              | ?                    | ?                     |
|             | مؤسسة التنمية الدولية                     | 27 ديسمبر 1960       | 16 يونيو 1961         |
|             | منظمة التجارة العالمية                    | ?                    | ?                     |
|             | وكالة ضمان الاستثمار متعدد الأطراف        | 12 أبريل 1988        | 30 نوفمبر 1995        |
|             | الاتحاد البريدي العالمي                   | ?                    | ?                     |
|             | الاتحاد الدولي للاتصالات                  | 29 يناير 1879        | 25 أغسطس 1914         |
|             | منظمة الشرطة الجنائية الدولية             | ?                    | ?                     |
|             | الأمم المتحدة                             | 18 ديسمبر 1956       | 5 نوفمبر 1945         |
|             | البنك الدولي للإنشاء والتعمير             | 13 أغسطس 1952        | 24 ديسمبر 1946        |
|             | المنظمة الهيدروغرافية الدولية             | ?                    | ?                     |

## أعلام
هذه قائمة لبعض الشخصيات التي تربطها علاقات بالبلدين:
- ليزا (مغنية يابانية، 26 أكتوبر 1974 – )

## وصلات خارجية
- موقع وزارة الخارجية اليابانية